# Coupé-décalé
El coupé-décalé es un tipo de música de baile popular originario de Costa de Marfil y de la diáspora marfileña en París. Basado en el Zouglou, el Zouk, el coupé-décalé es un estilo muy percusivo que contiene samples africanos, bajos profundos y arreglos repetitivos y minimalistas.

## Historia
Aunque el coupé-décalé es conocido como la música pop definitiva de Costa de Marfil, en realidad nació en París, creado por un grupo de DJs marfileños en el Atlantis, un club africano del noreste de París. Estos DJ, conocidos como 'Jet Set', se hicieron populares por su estilo exuberante y llamativo, mostrándose a su llegada al club normalmente con grandes cantidades de dinero que le ofrecían a la audiencia en la pista de baile. Su estética definió los primeros sonidos del coupé-décalé, lo que se observa en su propio nombre. En nouchi (argot de Costa de Marfil) el verbo "couper" significa engañar y "decaler" significa salir corriendo, de modo que coupé-décalé básicamente significa estafar a alguien y escapar. La "persona" engañada suele interpretarse que es un francés o un europeo u occidental. Especialmente en sus comienzos, las canciones solían celebrar a aquellos que habían conseguido salir adelante en el extranjero gracias a su astucia.
El primer hit del género, "Sagacité", fue obra de Stephane Doukouré (alias "Douk-Saga"), un miembro de 'Jet Set', durante la crisis político militar de 2002 en Costa de Marfil. El hit se convirtió en un éxito en los clubs africanos de París y se extendió rápidamente entre los DJs de Costa de Marfil. De acuerdo a Siddhartha Mitter de Afropop,

[El coupé-décalé] se hizo muy popular en un momento de conflicto; en realidad, la música costamarfileña tomaba las pistas de baile de toda África por primera vez exactamente en el mismo momento en el que Costa de Marfil, el país, atravesaba una prolongada crisis política y militar, con efectos debilitadores desde el punto de vista social y económico.

Aunque surgiera en este momento de crisis y agitación, el coupé-décalé trataba líricamente temas como las relaciones, ganar dinero y mantener el buen humor o 'bonne ambiance'. Buena parte de sus letras se refieren a movimientos de baile específicos, en ocasiones relacionándolos con eventos de actualidad como el baile de la gripe aviaria o las detenciones en Guantánamo (con movimientos de manos imitando a manos encadenadas y levantadas). Esta temática global podría haber contribuido a hacer del coupé-décalé tan profundamente popular a lo largo de la políticamente dividida Costa de Marfil y extender su influencia a través de África y de su diáspora. De modo progresivo, artistas no marfileños, particularmente en Congo, comenzaron a tocar y a incorporar el nuevo estilo musical. Entre estos artistas destacan el congolés Djouna "Big One" Mumbafu y el rapero francés/malí Mokobe con el tema "Bisous" feat. Dj Lewis y "On Est Ensemble" feat. Molare. Incluso fuera de África y su diáspora, ha habido un interés creciente en este estilo.

## Interpretaciones sociopolíticas
En 2005, Valdimir Cagnolari sugirió que la música es una vía a través de la que los marfileños soportan su inestable situación política.

Por unas horas, las salas se transforman en un efímero templo festivo, utilizando la despreocupación y la diversión para contrarrestar los problemas sociopolíticos de un país todavía esperando la paz. (...) Con un paisaje musical dominado por la música patriótica y militar, el coupé-décalé llega como una brisa de aire fresco para hacer olvidar el difícil contexto en el que los marfileños están viviendo.

En 2006, Kohlhagen Dominik escribió:

Durante los últimos tres años, el coupé-décalé se ha convertido en una de las formas más florecientes de música popular en el África francófona. Producido por gente que clama haber logrado el "éxito" en el extranjero, el coupé-décalé representa "cualquier otro sitio" como un lugar en el cual uno puede lograr un cierto estatus en la sociedad de consumo hasta el punto de poder regresar a su hogar para celebrarlo. Esta música expresa transformaciones generacionales que afectan al estilo de vida en África, así como la proyección de uno mismo en el mundo.

## Artistas
Los artistas más significativos de coupé-décalé son Douk-Saga (1970-2006) (Doukouré) con su grupo Jet Set, DJ Arafat (1986-2019), DJ Brico, DJ Arsenal, Papa Ministre con su famosa canción "Coupé-Décalé Chinois", David Tayorault, Afrika Reprezenta, así como otros artistas costamarfileños de éxito. DJ Lewis es un cantante particularmente conocido, famoso por su bale de la gripe aviar.